# Magdalena Derwojedowa
Magdalena Derwojedowa – językoznawczyni, doktor habilitowany nauk humanistycznych, adiunktka na Uniwersytecie Warszawskim.

## Życiorys
Magdalena Derwojedowa jest absolwentką polonistyki na UW. Stopień doktora w zakresie językoznawstwa uzyskała w 1999 r. na podstawie pracy „Porządek linearny składników zdania elementarnego w języku polskim” (promotor: Marek Świdziński), a habilitację w roku 2012 (główne osiągnięcie – „Grupy liczebnikowe we współczesnym języku polskim. Zarys opisu zależnościowego”).
Od 1993 pracuje w Instytucie Języka Polskiego UW.
W latach 2006–2009 koordynowała prace lingwistyczne Słowosieci (polskiego wordnetu).

## Publikacje
- Magdalena Derwojedowa, Grupy liczebnikowe we współczesnym języku polskim: zarys opisu zależnościowego, Warszawa: Wydział Polonistyki Uniwersytetu Warszawskiego, 2011.
- Magdalena Derwojedowa, Jadwiga Linde-Usiekniewicz, Magdalena Zawisławska, Aspect and the Frame Elements in the FrameNet for Polish, [w:] E. Bernal i J. DeCesaris (red.), Proceedings of the XIII Eurolex International Congress, Barcelona, 2008, s. 1511–1518.
- Magdalena Derwojedowa, Maciej Piasecki, Stanisław Szpakowicz, Magdalena Zawisławska, Words, Concepts and Relations in the Construction of Polish WordNet, Proceedings of the Global WordNet Conference, Seged, Hungary January, 22-25 2008, 2008.
- Magdalena Derwojedowa, Halina Karaś, Dorota Kopcińska (red.), Język polski: kompendium, Warszawa: Świat Książki, 2005.
- Magdalena Derwojedowa, Porządek linearny składników zdania elementarnego w języku polskim, Warszawa: Dom Wydawniczy Elipsa, 2000.